# Sabine Schulze Gronover

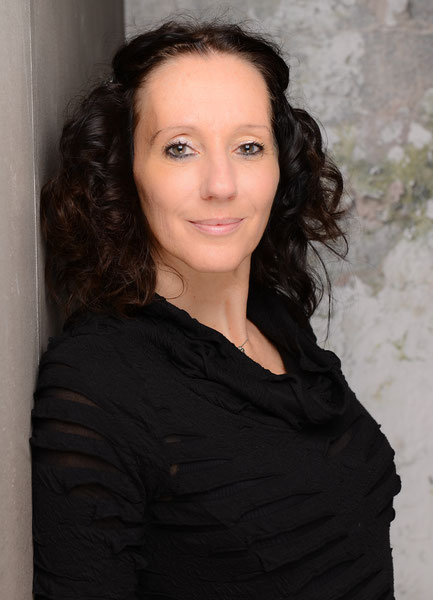
Sabine Schulze Gronover

Sabine Schulze Gronover, geborene Schwienhorst (* 3. März 1969 in Hamm-Heessen) ist eine deutsche Autorin, die auch unter den Namen Frida Gronover und Sabine Gronover schreibt.

## Biografie
Sie wurde als zweites Kind der Eltern Werner Schwienhorst (Innenarchitekt) und der Barbara Schwienhorst (Apothekerin) geboren. Nach dem Abitur studierte sie in Münster an der Westfälischen Wilhelms-Universität und legte 1994 das Diplom im Studiengang Pädagogik und Kunsttherapie ab.
Sabine Gronover arbeitet beim Landschaftsverband Westfalen-Lippe in Münster als Pädagogin und Therapeutin und stundenweise im Hammer Hospiz, dem Roten Läppchen.
Sie ist verheiratet, hat eine Tochter und lebt auf dem Land bei Drensteinfurt.

## Werke
Kriminalromane
- Maxipark. KBV Verlag, Hillesheim, 2024, ISBN 978-3-95441-697-4
- Dänische Aussicht. Ullstein-Verlag, Berlin 2024, ISBN 978-384-373-110-2.
- Falkenmord. KBV Verlag, Hillesheim, 2023, ISBN 978-3-95441-646-2.
- Dänische Brandung. Ullstein-Verlag, Berlin 2022, ISBN 978-3-548-06639-4.
- Die Rotte. KBV-Verlag, Hillesheim 2021, ISBN 978-3-95441-584-7.
- Dänische Gier. Ullstein-Verlag, Berlin 2021, ISBN 978-3-548-06283-9
- Dänische Schuld. Ullstein-Verlag, Berlin 2020, ISBN 978-3-548-06078-1.
- Edles Geblüt. KBV-Verlag, Hillesheim 2020, ISBN 978-3-95441-513-7.
- Wölfe im Münsterland. KBV-Verlag, Hillesheim 2018, ISBN 978-3-95441-430-7.
- Ein dänisches Verbrechen. Ullstein-Verlag, Berlin 2018, ISBN 978-3-548-28967-0.
- Die Flucht der blauen Pferde. Emons-Verlag, Köln 2015, ISBN 978-3-95451-724-4.
- Totentanz im Münsterland. Emons-Verlag, Köln 2014, ISBN 978-3-95451-380-2.
- Rote Schatten über Münster. Emons-Verlag, Köln 2013, ISBN 978-3-95451-190-7.
- Luzifer und der Küster. Emons-Verlag, Köln 2012, ISBN 978-3-89705-997-9.
- Todgeweiht im Münsterland. Emons-Verlag, Köln 2012, ISBN 978-3-89705-925-2.

Sachbücher
- Ansichtssachen. Ein Kunstbuch der westfälischen Klinik für Psychiatrie und Psychotherapie Münster. WKPP, Münster 1999, ISBN 3-00-004945-2.

Kurzgeschichten
- Ein Apfel zu viel. In: Mords Apfel. Anthologie. Sieben-Verlag, Fischbachtal 2009, ISBN 978-3-940235-85-5.